# Tantilla calamarina
Tantilla calamarina – gatunek pospolitego na meksykańskim wybrzeżu Pacyfiku węża z rodziny połozowatych (Colubridae).

## Systematyka
Dzisiejsza systematyka zalicza ten gatunek do rodziny połozowatych. Nie uległa ona w przeciągu ostatnich lat dużym zmianom. Starsze źródła również umieszczają go w rodzinie Colubridae, choć używana jest tutaj polska nazwa wężowate czy też węże właściwe, zaliczanej do infrapodrzędu Caenophidia, czyli węży wyższych. W obrębie rodziny rodzaj Tantilla wchodzi w skład podrodziny Colubrinae.

## Rozmieszczenie geograficzne
Gad ten, zaliczający się do endemitów, występuje jedynie w Meksyku, zajmując głównie tereny leżące wzdłuż zachodniego wybrzeża tego państwa. Zamieszkuje więc tereny od stanu Sinaloa na północy do Guerrero i Morelos na południu, a dalej w Tehuacan na południu przedostatniego z wymienionych uprzednio meksykańskich stanów, jak również wyspy zwane Islas Marías. Bytuje na wysokościach nie przekraczających 1050 m n.p.m.

## Zagrożenia i ochrona
Występuje pospolicie, jego populacja jest stabilna. Łatwo adaptuje się do zmienionych warunków. Obecnie nic mu nie zagraża.